# Irkutszk–2
Az Irkutszk–2 r(oroszul: Иркутск–2, ICAO-kódja: UIIR) repülőtér Oroszországban, Irkutszkban. Az Irkutszki Repülőgépgyár gyári repülőtere, amely elsősorban repülőgépek berepülésére és tesztelésére szolgált. A város északi részén, az Irkutszki Repülőgépgyár területén található. Nagyméretű, nehéz repülőgépek kiszolgálására, így An–12, Il–76 és An–124-es gépek fogadására is alkalmas. A futópálya megengedett terhelhetősége nyáron 320 t, télen 385 t. Egy betonozott, 2595 m hosszú és 60 m széles futópályával rendelkezik.
A repülőgépgyár mellett a Rendkívüli Helyzetek Minisztériuma (Katasztrófaelhárítás) is használja, valamint az Angara és az IrAero légitársaságok is igénybe veszik. Az Irkutszk–2 az Irkutszki nemzetközi repülőtér tartalék repülőtere is.

## Futópályák
A repülőtér futópályái:
- 14/32 (2500 m, 60 m, beton)

## Balesetek
Az utóbbi évtizedekben két nagy repülőgépkatasztrófa történt a repülőtéren. 1997. december 6-án az Orosz Légierő An–124–100-as teherszállító gépe hajtóműhiba miatt zuhant le röviddel a felszállás után. A gép két Szu–27 vadászrepülőgépet szállított volna Vietnámba. A lakóépületekre zuhant gép katasztrófájában összesen 72 ember vesztette életét.
2013. december 26-án az Irkutszki Repülőgépgyár An–12B teherszállító repülőgépe leszállás közben zuhant le a repülőtér körzetében.